# Sapunki
Sapunki (deutsch Klein Sapuhnen) ist ein Ort in der polnischen Woiwodschaft Ermland-Masuren. Er gehört zur Gmina Barczewo (Stadt-und-Land-Gemeinde Wartenburg in Ostpreußen) im Powiat Olsztyński (Kreis Allenstein).

## Geographische Lage
Sapunki liegt 130 Meter südwestlich des Großen Umling-Sees (polnisch Jezioro Umląg) im Westen der Woiwodschaft Ermland-Masuren, zwölf Kilometer östlich der Kreis- und Woiwodschaftshauptstadt Olsztyn (deutsch Allenstein).

## Geschichte
Der als kleiner Hof gegründete Ort Klein Sapuhnen wurde im Herbst 1817 als „adliges Gut“ mit nur einer Feuerstelle und vier Einwohnern genannt. Bei der Volkszählung am 3. Dezember 1861 wurde Klein Sapuhnen als Vorwerk zum Rittergut (Groß) Sapuhnen (polnisch Sapuny), und am 1. Dezember 1925 als Wohnplatz mit zwei Wohngebäuden bei zwei Einwohnern erwähnt. Bis 1945 war Klein Sapuhnen in Bogdainen (polnisch Bogdany) im ostpreußischen Kreis Allenstein eingegliedert.
Nach Abtretung des gesamten südlichen Ostpreußen in Kriegsfolge 1945 an Polen erhielt Klein Sapuhnen die polnische Namensform „Sapunki“. Die Siedlung (polnisch: „Osada“) ist jetzt eine Ortschaft im Verbund der Stadt-und-Land-Gemeinde Barczewo (Wartenburg i. Ostpr.) im Powiat Olsztyński (Kreis Allenstein), zwischen 1975 und 1998 der Woiwodschaft Olsztyn, seither der Woiwodschaft Ermland-Masuren zugehörig. Sapunki gehört zum Schulzenamt (polnisch Sołectwo) Kaplityny (Kaplitainen).

## Kirche
Über die Muttergemeinde Bogdainen war Klein Sapuhnen bis 1945 in die evangelische Kirche Allenstein und in die römisch-katholische St.-Anna-Kirche der Stadt Wartenburg eingepfarrt.
Der Bezug zur evangelischen Kirche in Olsztyn besteht auch heute. Sie ist jetzt in die Diözese Masuren der Evangelisch-Augsburgischen Kirche in Polen eingegliedert. Auch der Bezug zur römisch-katholischen Kirche in der jetzt Barczewo genannten Stadt, die nun zum Erzbistum Ermland gehört, besteht weiter.

## Verkehr
Sapunki liegt verkehrstechnisch ein wenig im Abseits, ist jedoch von den Nachbarorten Bogdajny und Kaplityny auf Nebenwegen zu erreichen. Eine Bahnanbindung besteht nicht.